# Dukla Trenčín Trek/Saison 2012
Dieser Artikel listet Erfolge und Fahrer des Radsportteams Dukla Trenčín Trek in der Saison 2012 auf.

## Erfolge in der UCI Europe Tour
Bei den Rennen der UCI Europe Tour im Jahr 2012 gelangen dem Team nachstehende Erfolge
| Datum         | Rennen                                          | Kat. | Sieger        |
| ------------- | ----------------------------------------------- | ---- | ------------- |
| 24. Juni      | Slowakische Meisterschaft – Straßenrennen (U23) | CN   | Michal Habera |
| 16. September | Tour Bohemia                                    | 1.2  | Maroš Kováč   |

## Platzierungen in UCI-Ranglisten
| UCI Continental Circuit | Platz |
| ----------------------- | ----- |
| UCI Africa Tour 2012    | 9     |
| UCI Europe Tour 2012    | 76    |

## Zugänge – Abgänge
| Zugänge        | Team 2011                 | Abgänge          | Team 2012        |
| -------------- | ------------------------- | ---------------- | ---------------- |
| Roman Broniš   | AC Sparta Praha           | Matej Jurčo      | Whirlpool-Author |
| Róbert Gavenda | KDL Trans-Landbouwkrediet | Tomáš Azaltovič  | Unbekannt        |
| Michal Habera  | Neoprofi                  | Miroslav Hrbáček | Unbekannt        |
| Michal Kolář   | Neoprofi                  | Boris Marek      | Unbekannt        |
| Jurai Špánik   | Neoprofi                  | Róbert Nagy      | Unbekannt        |
| Filip Taragel  | Neoprofi                  | Jakub Novák      | Unbekannt        |
| Lukas Varhaník | Neoprofi                  | Ján Šipeky       | Unbekannt        |

## Mannschaft
| Name            | Geburtstag         | Nationalität |
| --------------- | ------------------ | ------------ |
| Stanislav Bérěs | 18. August 1992    | Slowakei     |
| Roman Broniš    | 17. Oktober 1976   | Slowakei     |
| Jaroslav Chalas | 19. August 1992    | Slowakei     |
| Róbert Gavenda  | 15. Januar 1988    | Slowakei     |
| Michal Habera   | 19. Mai 1993       | Slowakei     |
| Michal Kolář    | 21. Dezember 1992  | Slowakei     |
| Maroš Kováč     | 11. April 1977     | Slowakei     |
| Martin Mahdar   | 31. Juli 1989      | Slowakei     |
| Jurai Špánik    | 24. Mai 1993       | Slowakei     |
| Filip Taragel   | 19. Mai 1992       | Slowakei     |
| Patrik Tybor    | 16. September 1987 | Slowakei     |
| Lukas Varhaník  | 27. Dezember 1993  | Slowakei     |
| Matej Vyšňa     | 8. Juli 1988       | Slowakei     |